# Initiation chrétienne
L'initiation chrétienne comprend trois sacrements : baptême, confirmation et Eucharistie. Selon le Catéchisme de l'Église catholique, « par les sacrements de l’initiation chrétienne, le baptême, la confirmation et l’Eucharistie, sont posés les fondements de toute vie chrétienne ».
Ces trois sacrements sont d'ailleurs donnés en même temps dans les traditions liturgiques orientales, qui n'ont pas connu la séparation du baptême et de la confirmation. Comme toute véritable initiation, cependant, elle ne se limite pas à cet aspect rituel extérieur, mais consiste en un véritable rite de passage, une expérience effective de transformation de l'identité.
Les « sacrements » sont des « mystères », ce terme grec ayant été traduit par celui de « sacrement » dans l'Occident latin. Le christianisme n'est-il pas, à certains égards, un culte à mystères ? Dans le paléochristianisme, la « discipline de l'arcane (en) » est un aspect de cette notion d'initiation chrétienne, même si elle était due en partie au climat de persécution dans lequel se faisait l'initiation.

## Révélation contre initiation
Pour toute la tradition chrétienne, le grand initiateur, c'est le Christ lui-même. Dans la nuit de Pâques, chez les Pères de l’Église, c’est la réception des sacrements, comme telle, qui constitue l’initiation et fait des nouveaux initiés des fidèles du Christ. En même temps, la tradition de l’Église appelle Christiani (Chrétiens) ceux qui n’ont pas encore reçu le baptême, mais qui ont été marqués de la croix du Christ sur le front.
Certains chrétiens récusent un quelconque aspect ésotérique de leur religion. La religion chrétienne serait en effet exotérique par nature : les sacrements sont les signes tangibles de la grâce de Dieu qui s'offre aux chrétiens, de manière mystérieuse (parce que cela dépasse la raison humaine), mais ouvertement offerte à tous, venue d'en-haut. Le mystère chrétien n'est donc pas à comprendre avec le même sens que celui d'un culte à mystères : il s'agit d'une réalité qui n'est pas seulement une connaissance (gnose). Elle dépasse l'entendement et s'offre tout de même à la compréhension et à la vie du chrétien.
« L’initiation chrétienne ne serait donc pas à prendre comme un parcours du bas vers le haut (de "non initié" à "initié", selon ce que veut l’ésotérisme) mais au sens de la compréhension et de l’adhésion par la foi à cette croyance que Dieu se révèle et se donne, par amour,à l'homme de bonne volonté et même au nouveau-né (du haut vers le bas). Les mystères, en effet, sont révélés aux hommes pour leur salut, ainsi le Christ est-il le véritable initiateur (cf. Mt 13, 11). Dans l’antiquité chrétienne, l’initiation chrétienne se faisait après un parcours bien institutionnalisé : voir catéchuménat. Vers la fin du catéchuménat, on pouvait distinguer trois moments importants : - Les rites prébaptismaux : ce sont des rites préparatoires tels que l’effatta (l’évêque prie et souffle sur les catéchumènes en les signant sur le front, les oreilles et les narines ; ce rite qui reproduit un geste de Jésus, signifie l’ouverture des sens à la Parole de Dieu) ; la renonciation à Satan et l’adhésion au Christ ; les différents exorcismes ; l’entrée, nu, dans le baptistère (qui symbolise l’entrée dans l’Église et le retour au paradis perdu par le péché du premier Adam, retour à la nudité originelle) ; l’onction pré-baptismale avec l’huile d’exorcisme ; – La célébration du baptême : la bénédiction de l’eau, la triple immersion accompagnée de la formule trinitaire, puis le néophyte est revêtu d’un vêtement blanc. – Les rites post-baptismaux : le néophyte reçoit l’onction post-baptismale avec de l’huile parfumée (l’onction de grâce ou la chrismation, la future confirmation), puis il est accueilli par la communauté et reçoit son premier baiser de paix, récite le Pater Noster avec la communauté et prend place dans la célébration eucharistique à laquelle il communie. Au IIIe siècle on trouve aussi la manducatio salis (on faisait goûter le sel au candidat : « goûtez et voyez comme est bon le Seigneur », cf. Ps 33, 9) et parfois le néophyte goûte à une coupe remplie de lait et de miel. Puisqu’ils ont vécu les mystères, les « nouveau-nés » peuvent ainsi les comprendre ; voilà pourquoi ils pouvaient alors recevoir une catéchèse appropriée, dite mystagogique. Comme on le remarque, dans les premiers siècles, les trois sacrements de l’initiation chrétienne étaient administrés au même moment (à la veillée pascale), comme c’est d’ailleurs maintenu encore aujourd’hui en Orient, et pour un adulte en Occident. Plus tard, plus les communautés devenaient de plus en nombreuses, moins l’évêque pouvait être présent à toutes les célébrations de l’initiation chrétienne ; ainsi se séparèrent ces trois sacrements : alors que le prêtre baptisait, l’onction post-baptismale était remise à la visite pastorale de l’évêque et eut le nom de confirmation ».

## Textes patristiques sur l'initiation chrétienne
- L'Initiation chrétienne, textes recueillis et présentés par A. Hamman, introduction par Jean Daniélou, Nouvelle édition, Ichtus / Les Pères dans la foi, Desclée de Brouwer, Paris, 1980, 298 pages.
- Le Catéchuménat des Premiers Chrétiens : Augustin, Catéchèse des débutants. Cyrille de Jérusalem, Grégoire de Nysse, Jean Chrysostome, Théodore de Mopsueste, Augustin, Instructions baptismales, traduction par Muriel Debie, Monique Peden-Godefroi, Christian Bouchet, Jean Bouvet, Adalbert-G. Hamman Les Pères dans la foi, Migne, Brepols, Paris, 1994, 191 pages.
- Clément d'Alexandrie, Protr. 12, 118-120; Paed. I, 5, 26
- Origène, In Jud. hom. 5, 6; C. Cels. III 50
- Tertullien, Apol. 7, 7